# Corridor des Cheminots
Le Corridor des Cheminots est une piste cyclable, segment urbain de la Route Verte 6, située dans la ville de Québec. Elle débute à la frontière nord-ouest de la ville puis traverse plusieurs arrondissements jusqu'à la jonction, au Domaine de Maizerets, avec le Corridor du Littoral (Route Verte 5).

## Description

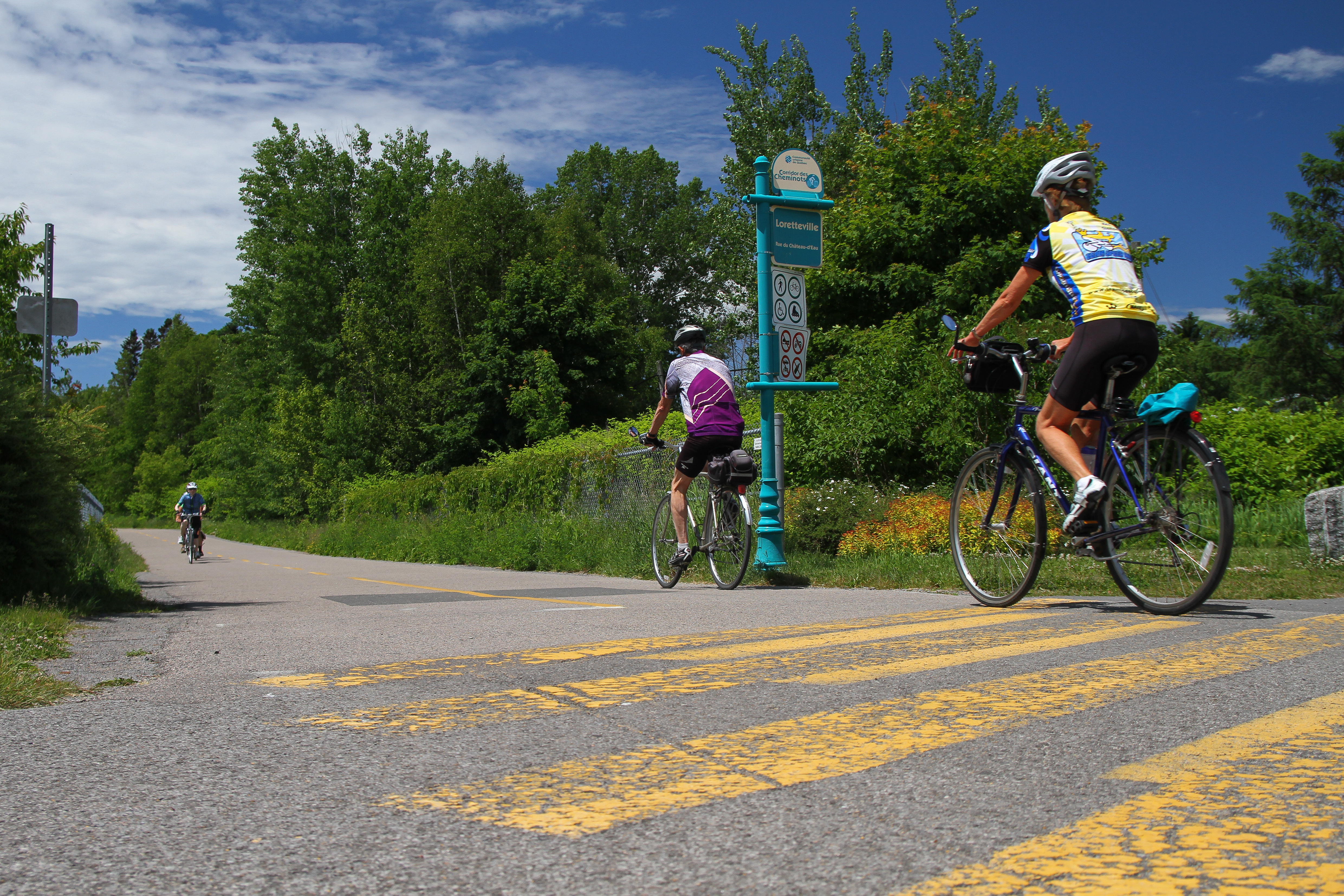

Il s'agit à l'origine d'un tracé de chemin de fer de la Quebec and Lake St-John Railway, reconverti et aménagé en piste cyclable à deux voies au tournant des années 2000.
Cette piste asphaltée de 22 kilomètres débute à son extrémité sud-est à la jonction avec le Corridor du Littoral, près du Domaine de Maizerets, où se trouvent des aires de stationnement et de services. Le Corridor des Cheminots traverse les arrondissements Charlesbourg, Les Rivières, puis termine dans La Haute-Saint-Charles. À cette hauteur, il est possible d'aller visiter la réserve huronne-wendat de Wendake, territoire enclavé dans la ville de Québec. La piste devient ensuite la Vélopiste Jacques-Cartier/Portneuf un peu avant Shannon, en sortant des limites territoriales de la ville de Québec. Tout au long de ce parcours, des haltes sont installées et accessibles au public. 
La piste est très sécuritaire et fréquentée par les cyclistes et les amateurs de patins à roulettes. Des patrouilleurs à vélo du service de Police, pouvant porter assistance ou conseiller les utilisateurs, circulent régulièrement sur la piste.